# Frauen-Bundesliga 2020-2021
La Frauen-Bundesliga 2020-2021, ufficialmente FLYERALARM Frauen-Bundesliga 2020-2021 per motivi di sponsorizzazione, è stata la trentunesima edizione della massima divisione del campionato tedesco femminile di calcio. Il campionato è iniziato il 4 settembre 2020 e si è concluso il 6 giugno 2021. Il torneo è stato vinto dal Bayern Monaco, alla sua terza Frauen-Bundesliga vinta.

## Stagione

### Novità
Dalla Frauen-Bundesliga 2019-2020 sono stati retrocessi in 2. Frauen-Bundesliga il Colonia e lo Jena. Dalla 2. Frauen-Bundesliga sono stati promossi il Werder Brema, al rientro in Frauen-Bundesliga dopo un solo anno di assenza, e il Meppen, al suo esordio nel torneo, rispettivamente prima e quarta squadra classificata e quest'ultima promossa poiché i precedenti due classificati, rispettivamente Wolfsburg II e Hoffenheim II, non possono salire nella categoria superiore in quanto squadre riserva.
A causa della fusione tra 1. FFC Francoforte e la società polisportiva Eintracht Frankfurt, con la cessione e quest'ultima del titolo sportivo, l'Eintracht sostituisce l'1. FFC Francoforte nel campionato entrante.

### Formula
Le 12 squadre si affrontano in un girone all'italiana con partite di andata e ritorno, per un totale di 22 giornate. La squadra prima classificata è campione di Germania, mentre le ultime due classificate retrocedono in 2. Frauen-Bundesliga. Le prime tre classificate sono ammesse alla UEFA Women's Champions League per la stagione entrante.

## Squadre partecipanti
| Club                  | Stagione | Città                 | Stadio                   | Stagione precedente              |
| --------------------- | -------- | --------------------- | ------------------------ | -------------------------------- |
| Bayer Leverkusen      | dettagli | Leverkusen            | Ulrich-Haberland-Stadion | 10º posto in Frauen-Bundesliga   |
| Bayern Monaco         | dettagli | Monaco di Baviera     | Campus FC Bayern München | 2º posto in Frauen-Bundesliga    |
| Eintracht Francoforte | dettagli | Francoforte sul Meno  | Stadion am Brentanobad   | -                                |
| Friburgo              | dettagli | Friburgo in Brisgovia | Möslestadion             | 7º posto in Frauen-Bundesliga    |
| Hoffenheim            | dettagli | Hoffenheim            | Dietmar-Hopp-Stadion     | 3º posto in Frauen-Bundesliga    |
| Meppen                | dettagli | Meppen                | Hänsch-Arena             | 4º posto in 2. Frauen-Bundesliga |
| MSV Duisburg          | dettagli | Duisburg              | PCC-Stadion              | 9º posto in Frauen-Bundesliga    |
| Sand                  | dettagli | Willstätt             | Orsay-Stadion            | 8º posto in Frauen-Bundesliga    |
| SGS Essen             | dettagli | Essen                 | Stadion Essen            | 5º posto in Frauen-Bundesliga    |
| Turbine Potsdam       | dettagli | Potsdam               | Karl-Liebknecht-Stadion  | 4º posto in Frauen-Bundesliga    |
| Werder Brema          | dettagli | Brema                 | Weserstadion Platz 11    | 1º posto in 2. Frauen-Bundesliga |
| Wolfsburg             | dettagli | Wolfsburg             | AOK Stadion              | 1º posto in Frauen-Bundesliga    |

## Classifica finale
Fonte: sito ufficiale.
|  | Pos. | Squadra               | Pt | G  | V  | N | P  | GF | GS | DR  |
|  | ---- | --------------------- | -- | -- | -- | - | -- | -- | -- | --- |
|  | 1.   | Bayern Monaco         | 61 | 22 | 20 | 1 | 1  | 82 | 9  | +73 |
|  | 2.   | Wolfsburg             | 59 | 22 | 19 | 2 | 1  | 71 | 17 | +54 |
|  | 3.   | Hoffenheim            | 44 | 22 | 14 | 2 | 6  | 54 | 23 | +31 |
|  | 4.   | Turbine Potsdam       | 39 | 22 | 12 | 3 | 7  | 41 | 36 | +5  |
|  | 5.   | Bayer Leverkusen      | 33 | 22 | 10 | 3 | 9  | 32 | 39 | -7  |
|  | 6.   | Eintracht Francoforte | 30 | 22 | 9  | 3 | 10 | 43 | 29 | +14 |
|  | 7.   | Friburgo              | 30 | 22 | 9  | 3 | 10 | 30 | 35 | -5  |
|  | 8.   | SGS Essen             | 25 | 22 | 7  | 4 | 11 | 30 | 37 | -7  |
|  | 9.   | Werder Brema          | 19 | 22 | 6  | 1 | 15 | 23 | 67 | -44 |
|  | 10.  | Sand                  | 18 | 22 | 5  | 3 | 14 | 21 | 53 | -32 |
|  | 11.  | Meppen                | 14 | 22 | 3  | 5 | 14 | 16 | 52 | -36 |
|  | 12.  | MSV Duisburg          | 7  | 22 | 1  | 4 | 17 | 15 | 61 | -46 |

Legenda:
      Campione di Germania e ammessa alla UEFA Women's Champions League 2021-2022
      Ammessa alla UEFA Women's Champions League 2021-2022
      Retrocesse in 2. Frauen-Bundesliga
Note:
Tre punti a vittoria, uno a pareggio, zero a sconfitta.

## Risultati
|                       | BaL  | BaM  | EFr  | Fri  | Hof  | Mep  | MSV  | San  | SGS  | Tur  | Wer  | Wol  |
| --------------------- | ---- | ---- | ---- | ---- | ---- | ---- | ---- | ---- | ---- | ---- | ---- | ---- |
| Bayer Leverkusen      | –––– | 0-4  | 3-2  | 2-1  | 2-5  | 2-2  | 2-0  | 2-1  | 2-1  | 4-2  | 3-0  | 0-4  |
| Bayern Monaco         | 1-0  | –––– | 4-0  | 1-0  | 2-3  | 7-1  | 3-0  | 6-0  | 3-0  | 3-0  | 7-0  | 4-1  |
| Eintracht Francoforte | 2-2  | 0-1  | –––– | 0-1  | 0-0  | 1-1  | 3-0  | 4-0  | 3-1  | 0-1  | 5-1  | 2-3  |
| Friburgo              | 1-2  | 1-5  | 0-3  | –––– | 1-5  | 5-0  | 0-0  | 2-1  | 3-1  | 1-0  | 2-1  | 1-1  |
| Hoffenheim            | 6-0  | 0-4  | 2-0  | 4-2  | –––– | 1-0  | 7-0  | 0-0  | 0-1  | 5-0  | 3-1  | 1-4  |
| Meppen                | 0-3  | 0-3  | 0-4  | 0-1  | 1-0  | –––– | 0-0  | 0-2  | 1-3  | 2-2  | 3-2  | 0-4  |
| MSV Duisburg          | 0-2  | 0-6  | 0-3  | 1-2  | 1-3  | 0-0  | –––– | 0-1  | 1-6  | 2-3  | 1-2  | 0-4  |
| Sand                  | 1-0  | 0-8  | 3-2  | 0-3  | 0-3  | 1-2  | 1-1  | –––– | 1-3  | 0-3  | 6-1  | 1-3  |
| SGS Essen             | 0-0  | 0-2  | 1-3  | 0-0  | 0-3  | 3-1  | 2-3  | 0-0  | –––– | 1-2  | 2-1  | 0-2  |
| Turbine Potsdam       | 2-0  | 2-3  | 2-1  | 3-0  | 3-1  | 4-1  | 1-0  | 5-2  | 2-2  | –––– | 0-0  | 0-5  |
| Werder Brema          | 2-1  | 0-4  | 0-5  | 2-1  | 0-2  | 2-1  | 5-3  | 1-0  | 1-3  | 0-2  | –––– | 1-5  |
| Wolfsburg             | 2-0  | 1-1  | 3-0  | 3-2  | 1-0  | 2-0  | 5-2  | 4-0  | 3-0  | 3-2  | 8-0  | –––– |

## Statistiche

### Classifica marcatrici
Fonte: sito ufficiale.
| Gol | Rigori |  | Giocatore       | Squadra               |
| --- | ------ |  | --------------- | --------------------- |
| 23  | 3      |  | Nicole Billa    | Hoffenheim            |
| 17  | 4      |  | Laura Freigang  | Eintracht Francoforte |
| 16  |        |  | Lea Schüller    | Bayern Monaco         |
| 13  |        |  | Milena Nikolić  | Bayer Leverkusen      |
| 11  |        |  | Zsanett Jakabfi | Wolfsburg             |
| 10  | 1      |  | Sydney Lohmann  | Bayern Monaco         |
| 8   | 1      |  | Viviane Asseyi  | Bayern Monaco         |
| 8   |        |  | Klara Bühl      | Bayern Monaco         |
| 8   |        |  | Selina Cerci    | Turbine Potsdam       |
| 8   |        |  | Ewa Pajor       | Wolfsburg             |
| 7   |        |  | Lena Oberdorf   | Wolfsburg             |
| 7   |        |  | Dina Orschmann  | Turbine Potsdam       |
| 7   |        |  | Marina Hegering | Bayern Monaco         |
| 6   |        |  | Linda Dallmann  | Bayern Monaco         |
| 6   |        |  | Tanja Pawollek  | Eintracht Francoforte |